# Zlati Voivoda, Sliven
Zlati Voivoda (în bulgară Злати Войвода) este un sat în comuna Sliven, regiunea Sliven,  Bulgaria. 

## Demografie
Componența etnică a satului Zlati Voivoda
     Bulgari (63,23%)
     Romi (22,37%)
     Nicio identificare (13,86%)
     Altele (0,52%)
La recensământul din 2011, populația satului Zlati Voivoda era de 952 locuitori. Din punct de vedere etnic, majoritatea locuitorilor (63,23%) erau bulgari, cu o minoritate de romi (22,37%). Pentru 13,86% din locuitori nu este cunoscută apartenența etnică.